# 卡巴内斯
卡巴内斯（法語：Cabanès，法語發音：[kabanɛs]）是法国奧克西塔尼大區塔恩省的一个市镇，属于卡斯特尔区。

## 地理
卡巴内斯（43°43'46"N, 1°56'30"E）面积8.86 平方千米，位于法国奧克西塔尼大區塔恩省，该省份为法国南部内陆省份，北起顺时针与阿韦龙省、埃罗省、奥德省、上加龙省和塔恩-加龙省接壤。
与卡巴内斯接壤的市镇（或旧市镇、城区）包括：布里亚泰克斯特、达米亚特、菲亚克、格罗耶、米塞克勒。

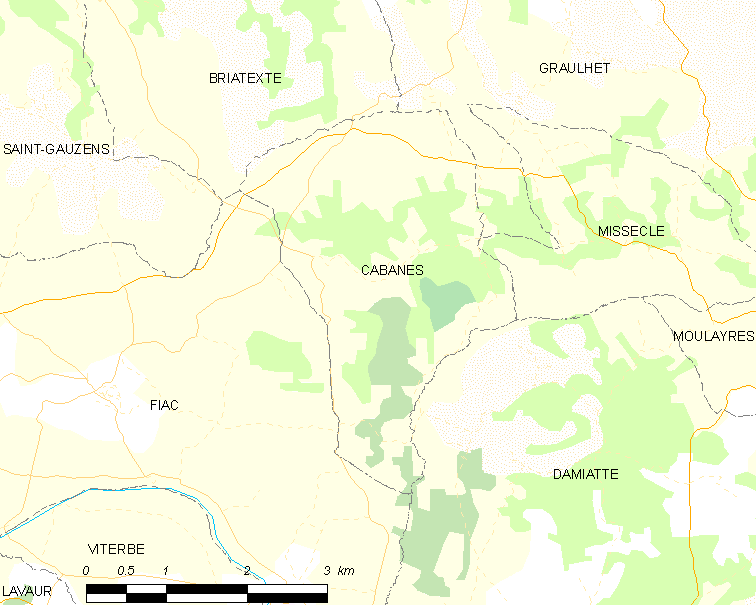
卡巴内斯的OSM定位图

卡巴内斯的时区为UTC+01:00、UTC+02:00（夏令时）。

## 行政
卡巴内斯的邮政编码为81500，INSEE市镇编码为81044。

## 政治
卡巴内斯所属的省级选区为阿古平原县。

## 人口

1962-2008年间卡巴内斯人口变化图示

卡巴内斯于2022年1月1日时的人口数量为309人。